# Serhii Sternenko
Serhii Sternenko (Oekraïens: Сергій Стерненко), ook gespeld als Serhiy Sternenko, (Sadove, 20 maart 1995) is een Oekraïense extreemrechtse burgeractivist, advocaat en YouTuber. Hij is het hoofd van de niet-gouvernementele organisatie Nebayduzhi en een voormalig bestuurslid en hoofd van de regionale afdeling van de nationalistische politieke partij Rechtse Sector in Odessa. Daarnaast nam hij deel aan de Maidan-revolutie in 2014.

## Biografie
Sternenko werd geboren in Sadove, een dorp gelegen aan de oevers van de mondig van de Dnjestr, in de buurt van Bilhorod-Dnistrovsky. Zijn vader is een voormalig grenswachter, zijn moeder lerares. In 2019 studeerde Sternenko af aan de universiteit van Odessa.

## Activisme en aanslagen
In 2015 werd Sternenko's huis in Odessa doorzocht. Serhii Shcherbych beweerde namelijk dat Sternenko hem had ontvoerd en bestolen. De activist overhandigde vrijwillig zijn luchtpistool, een verzamelmes en een geluidspistool aan wetshandhavers, maar ontkende tegelijkertijd Shcherbych ooit te hebben ontmoet. Volgens de rechtbank deden (in ieder geval) andere leden van de Rechtse Sector dit wel. Shcherbych werd ondertussen beschuldigd van het organiseren van criminele bendes die anti-regeringsdemonstranten zouden mishandelen.
Op 9 oktober 2019 verzocht het Openbaar Ministerie van Oekraïne de SBU om de informatie over de mogelijke betrokkenheid van lokale autoriteiten en politie van de stad Odessa te controleren. De laatstgenoemde startte in 2018 een strafrechtelijke procedure op grond van deel 1, artikel 15, deel 1, artikel 115 (poging tot moord) van het Strafwetboek van Oekraïne vanwege een aanslag op Sternenko. In dat jaar was Sternenko het doelwit van in totaal drie moordpogingen. In 2018 werd hij na de derde poging zichtbaar in de media. Er wordt aangenomen dat aanhangers van anti-Maidan erachter zaten. Zij steunden het kabinet van de tweede Azarov-regering en president Viktor Janoekovytsj, en waren voorstander van nauwere banden met Rusland. Na de omverwerping van Janoekovytsj werd anti-Maidan verdeeld in verschillende andere groepen, die elkaar gedeeltelijk overlappen. Tijdens de derde moordaanslag op Sternenko, kwam een van de twee aanvallers - door zelfverdediging - om het leven en vluchtte de andere aanvaller naar het buitenland. Een van de voormalige aanvallers beschuldigde Sternenko van een geplande moord op hen. Als gevolg hiervan is Sternenko beschuldigd van het overschrijden van de grenzen van zelfverdediging. De politie beschuldigde hem formeel van moord met voorbedachten rade en wapenbezit zonder vergunning.

## Veroordeling en vrijlating
De hoofdaanklager in de zaak weigerde echter de aanklacht te ondertekenen en beweerde dat de zaak en het bewijsmateriaal in de zaak bevooroordeeld waren en niet voldeden aan de wetgeving van Oekraïne. De zaak kreeg veel publiciteit. Op 12 juni 2020 verzamelden honderden activisten zich bij het gerechtsgebouw om Sternenko te steunen. Honderden veiligheidsagenten werden opgeroepen om de mensen in bedwang te houden. Desondanks werd Sternenko op 23 februari 2021 alsnog schuldig bevonden aan ontvoering en illegale wapenbezit. Sternenko werd veroordeeld tot zeven jaar en drie maanden gevangenisstraf en de helft van zijn bezittingen werd in beslag genomen. Diezelfde avond protesteerden aanvankelijk 500 maar uiteindelijk 2.000 mensen tegen zijn gevangenschap bij het kantoor van de president van Oekraïne. Zeventien demonstranten werden gearresteerd.
Op 31 mei 2021 vernietigde het hof van Odessa het vonnis in deze zaak tegen Sternenko en Ruslan Demchuk gedeeltelijk. Het vonnis met betrekking tot de ontvoering was het enige deel dat niet werd vernietigd, maar het tweetal werd vrijgelaten. Het hof oordeelde immers dat de aanklager onvoldoende bewijs had geleverd. De rechtbank erkende vervolgens dat Shcherbych zijn getuigenis in verschillende versies had afgelegd.